# 28331 Dianeberard
28331 Dianeberard este o planetă minoră (asteroid), cu un diametru de 11,178 km, din centura de asteroizi. A fost descoperită pe 14 februarie 1999 la Stația Anderson Mesa de Lowell Observatory Near-Earth-Object Search și a fost numită după Diane Bérard⁠(d). 
Obiectul prezintă o orbită caracterizată de o semiaxă mare de 3,0489574 UAi, o excentricitate de 0,01, o înclinație de 7,857 ° în raport cu ecliptica.